# Julià l'Hospitalari
Julià l'Hospitalari o Julià el Pobre és un sant llegendari del cristianisme. Molt popular en temps antics, avui els estudiosos el consideren inexistent i fruit de diverses llegendes populars. Era considerat patró dels viatgers juntament amb l'arcàngel Rafael i Sant Cristòfor.

## Hagiografia
Hi ha diverses llegendes amb variants que narren la història del sant. Sembla que l'origen de la llegenda es pot situar a França o Flandes a l'Edat mitjana. Probablement, va intervenir la confusió amb elements de la història de sant Julià de Le Mans i dels sants Julià i Basilissa (com la de la parella que funda un hospital per acollir necessitats) i altres tradicions de la regió. A mesura que s'estengué per la resta d'Europa, van afegir-s'hi noves històries i variants fins a crear-ne llegendes diferents. Jacopo da Varazze va recollir-ne la història a la Llegenda àuria al segle xiii i de la mateixa època en daten representacions figurades, com les d'un vitrall de la catedral de Chartres.
La ubicació dels fets varia segons la versió de la llegenda; en les més antigues, el naixement de Julià té lloc a Le Mans (França), on potser es confon amb el bisbe Julià de Le Mans, o a Ath (Bèlgica), cap al començament del segle i. Igualment, la ubicació de la seva activitat hospitalària també varia: des de la conca del Gardon, a la Provença a la del Potenza, a la rodalia de Macerata en la versió italiana.
Segons la tradició, la nit que va néixer Julià, el seu pare, noble, va ésser advertit per unes bruixes que el seu fill acabaria matant els seus pares. Per això, el pare volgué enviar-lo lluny, però la mare no deixà que ho fes. En créixer, el nen esdevingué un jove ben plantat i la seva mare, pensant en el crim que hauria de cometre, plorava sovint. El noi li demanava per què plorava i finalment la mare li en digué el motiu; quan Julià ho va saber la predicció de les bruixes, va marxar de casa seva, per no tenir mai l'oportunitat de cometre un pecat tan greu. Les diferents versions diuen que això passava quan Julià tenia deu anys, altres que li va dir no la seva mare sinó un cérvol que va li va parlar quan anava a caçar-lo, ja que era un gran amant de la caça. Després de caminar durant cinquanta dies, Julià va arribar a Galícia, on va casar-se amb una bonad dona, segons algunes versions una vídua rica.
Vint anys després, els seus pares van anar com a pelegrins a Santiago de Compostela. En sortir de la catedral, una dona els va oferir acolliment a casa seva, ja que els va veure grans i cansats. Els va portar a casa seva i els digué que el seu marit Julià estava caçant: els pares entengueren que havien trobat el seu fill i manifestaren una gran joia. La dona, contenta, els va atendre, i els va fer descansar al seu mateix llit conjugal. Mentrestant, però, el dimoni va temptar Julià i li digué que mentre estava caçant, la seva dona l'enganyava amb un altre home. Julià, enfollit, va anar a casa seva i en veure que al llit hi havia dormint un home i una dona, tragué l'espasa i els matà, sense ocupar-se de comprovar qui eren. En sortir, va trobar la seva muller que li digué que havien vingut els seus pares i descansaven al seu llit. Llavors Julià s'adonà del que havia fet, que el destí s'havia acomplert i que havia estat condemnat.

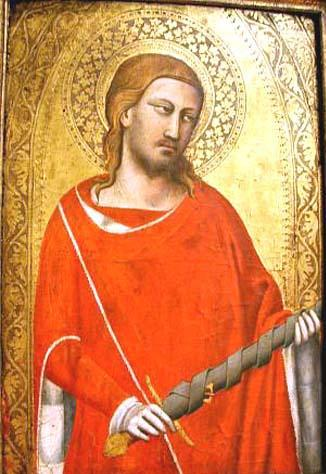
Pintura de Taddeo Gaddi, s. XIV
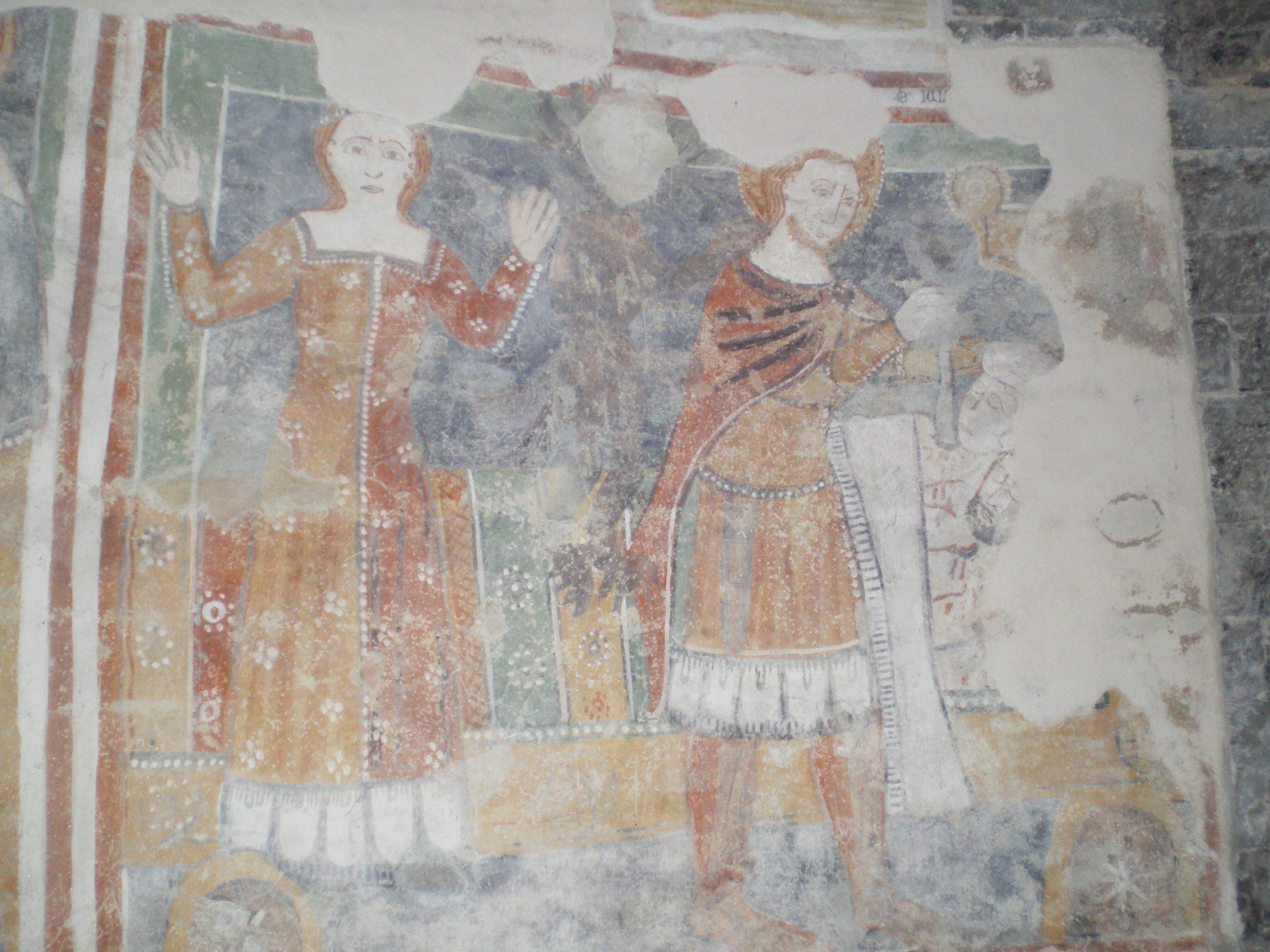
Fresc, s. XIV, a S. Maria del Tiglio (Gravedona, Llombardia)
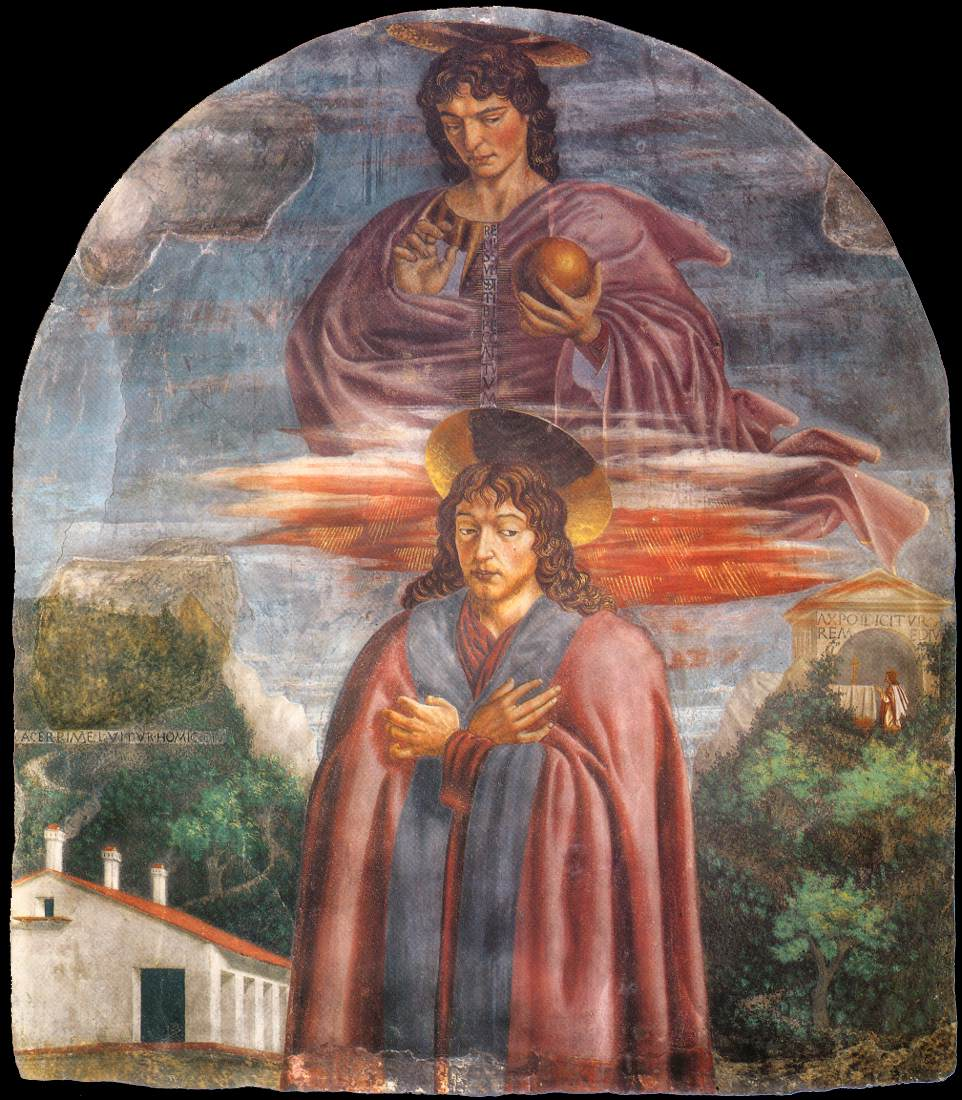
Sant Julià i el redemptor, 1451, fresc d'Andrea del Castagno (Florència, S. Anunziata)
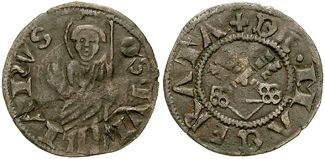
Moneda, ‘'quattrino, de Macerata amb la figura del sant, patró de la ciutat

Amb el suport de la seva esposa, va buscar la redempció en la caritat, dedicant la seva fortuna i la resta de la seva vida a fer el bé amb els necessitats. Van edificar set hospitals i vint-i-cinc cases d'acollida per a pobres. A més, Julià feia de barquer al riu, passant els que ho necessitaven d'una banda a l'altra del riu, sense cobrar-ne res. Amb el temps, poc abans de morir, va rebre la visita d'un àngel que li digué que havia estat perdonat.
Un desenvolupament posterior afegeix a la llegenda una nova aparició del maligne en forma de pelegrí. Acollit a l'hospital de Julià, Durant la nit fa fer-hi una destrossa; quan Julià, al matí va veure la casa potes enlaire, va jurar que mai més no acolliria ningú. Llavors vingué Crist, en figura de pelegrí que cercava un lloc on passar la nit i li ho demanà. Julià digué: “No podràs entrar-hi, marxa; anit van deixar-me la casa tan malmesa que mai no podràs entrar-hi”. Crist li digué llavors: “Agafa'm el gaiato, si us plau” I quan Julià l'agafà, no en podia deixar-lo. Julià se n'adonà i digué: “L'enemic m'ha enganyat i ha volgut que no sigui el teu servent; deixa que t'abraci: ell ja no m'importa i pel teu amor donaré acolliment a tothom que li calgui”. S'agenollà i Crist el perdonà, perdonant-li també els pecats anteriors i la mort dels seus pares.

## El sant com a motiu literari
Un dels contes de Giovanni Boccaccio al Decamerone es diu “El miracle de Sant Julià” i tracta d'un devot del sant la fe del qual és posada a prova durant un viatge.
Gustave Flaubert escrigué la novel·leta La légende de Saint-Julien l'Hospitalaire com un dels Trois nouvelles. Walter Wangerin n'escrigué una novel·la històrica titulada Saint Julian.

## Iconografia
La iconografia de Sant Julià pot reflectir els dos moments de la seva hagiografiaː el noble cavaller d'una banda i el penitent de l'altra. És més freqüent la primera. Aleshores és representat com un jove cavaller vestit amb indumentària elegant i vistosa i amb atributs variables però sempre relacionats amb la caça com ara una espasa, un falcó, arc i fletxes, etc. Molt sovint va dalt de cavall. Una de les escenes més habituals en la seva iconografia és la del cérvol perseguit que en un moment donat de la persecució s'atura per interpel·lar-lo i li parla de forma miraculosa. Per això també és freqüent trobar un cérvol prop de Sant Julià.
Obresː
- Sant Julià, pintura del s. XIV atribuïda al Mestre de Sant Torpè, Institut Courtauld, Londres[3]
- Sant Julià a cavall, de Jaume Ferrer II, s. XV, Museu de Lleida
- Sant Julià a cavall. Escultura del segle xvii (MUHBA)[4]